# Volksbefreiungsarmee Kurdistans

Logo der ARGK sowie der HPG

Die Volksbefreiungsarmee Kurdistans (kurdisch: Artêşa Rizgariya Gelê Kurdistan, ARGK) war eine paramilitärische Untergrundorganisation der Arbeiterpartei Kurdistans. 
Die ARGK (Artêşa Rizgariya Gelê Kurdistan) Volksbefreiungsarmee Kurdistans wurde auf Beschluss des 3. Kongresses der PKK im Oktober 1986 gegründet. Zuvor hießen die bewaffneten Einheiten HRK (Hêzên Rizgariya Kurdistan) „Befreiungseinheiten Kurdistans“. Die ARGK wurde im Jahre 2000 in die Hêzên Parastina Gel („Volksverteidigungskräfte“) überführt.